# Jarnioux
Jarnioux est une ancienne commune française située dans le département du Rhône, en région Auvergne-Rhône-Alpes. Le 1er janvier 2019, elle devient une Commune nouvelle#commune déléguée de Porte des Pierres Dorées.

## Géographie
Jarnioux est situé dans le Rhône dans une partie appelée les Pierres Dorées (38 communes). 
Six communes bornent Jarnioux : Cogny au nord, Ville-sur-Jarnioux à l'ouest, Theizé au sud, Pouilly-le-Monial au sud-est, Liergues à l'est et Lacenas au nord-est.

## Histoire
Aucune trace d'occupation n'est attestée pendant la période romaine, tant au niveau archéologique que bibliographique.
1869 : création de la commune (Jarnioux se séparant de Ville-sur-Jarnioux).
Le 1er janvier 2019, elle intègre la commune nouvelle de Porte des Pierres Dorées qui a été créée le 1er janvier 2017 par fusion de Liergues et de Pouilly-le-Monial.

## Politique et administration

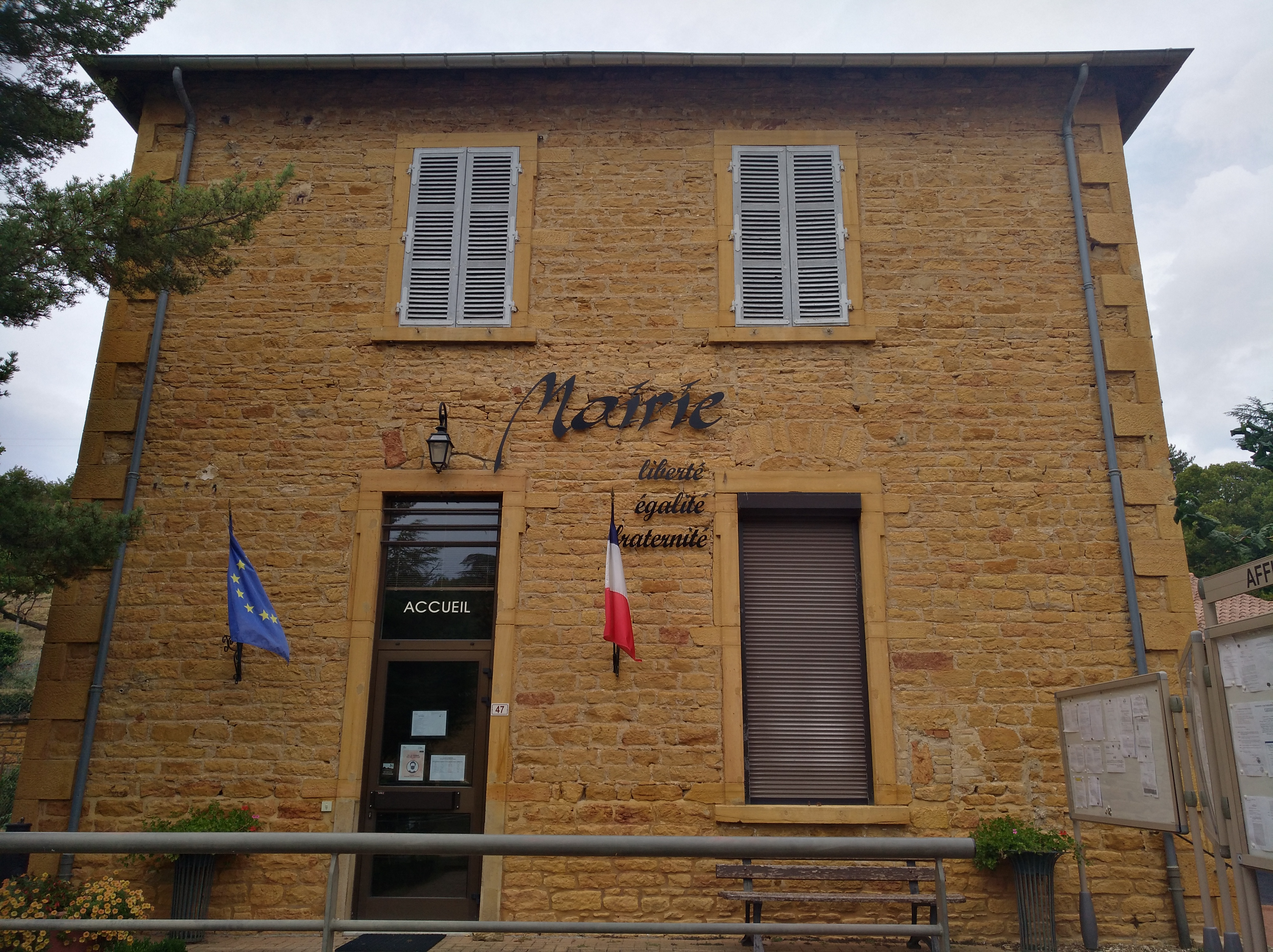
Mairie de Jarnioux.

| Période                                  | Période  | Identité           | Étiquette | Qualité |
| ---------------------------------------- | -------- | ------------------ | --------- | ------- |
| 2019                                     | 2020     | Yves de Chalendar  |           |         |
| 2020                                     | En cours | Agnès Dessaintjean |           |         |
| Les données manquantes sont à compléter. |          |                    |           |         |

| Période                                  | Période | Identité            | Étiquette | Qualité |
| ---------------------------------------- | ------- | ------------------- | --------- | ------- |
| 1869                                     | 1892    | Auguste Guinon      |           |         |
| 1892                                     | 1912    | Jean-Marie Aumoine  |           |         |
| 1912                                     | 1935    | Claude Clunet       |           |         |
| 1935                                     | 1940    | Benoît Biolay       |           |         |
| 1940                                     | 1943    | Jean-Claude Collier |           |         |
| 1943                                     | 1944    | Marcel Lavorel      |           |         |
| 1944                                     | 1945    | Henry Lafay         |           |         |
| 1945                                     | 1947    | Joanny Dumas        |           |         |
| 1947                                     | 1965    | Jean Courtois       |           |         |
| 1965                                     | 1971    | Georges Lardy       |           |         |
| 1971                                     | 1977    | Jâques de Clavière  |           |         |
| 1977                                     | 2001    | Élise Brun          |           |         |
| 2001                                     | 2014    | Maurice Gelay       |           |         |
| 2014                                     | 2018    | Yves de Chalendar   |           |         |
| Les données manquantes sont à compléter. |         |                     |           |         |

Sources : Mairie de Jarnioux

## Population et société

### Démographie
L'évolution du nombre d'habitants est connue à travers les recensements de la population effectués dans la commune depuis 1872. Pour les communes de moins de 10 000 habitants, une enquête de recensement portant sur toute la population est réalisée tous les cinq ans, les populations de référence des années intermédiaires étant quant à elles estimées par interpolation ou extrapolation. Pour la commune, le premier recensement exhaustif entrant dans le cadre du nouveau dispositif a été réalisé en 2005.

En 2016, la commune comptait 658 habitants, en évolution de +11,34 % par rapport à 2010 (Rhône : +3,93 %, France hors Mayotte : +2,11 %).
| 1872 | 1876 | 1881 | 1886 | 1891 | 1896 | 1901 | 1906 | 1911 |
| ---- | ---- | ---- | ---- | ---- | ---- | ---- | ---- | ---- |
| 615  | 586  | 595  | 578  | 604  | 610  | 656  | 665  | 596  |

| 1921 | 1926 | 1931 | 1936 | 1946 | 1954 | 1962 | 1968 | 1975 |
| ---- | ---- | ---- | ---- | ---- | ---- | ---- | ---- | ---- |
| 450  | 421  | 402  | 383  | 341  | 374  | 401  | 381  | 377  |

| 1982 | 1990 | 1999 | 2005 | 2006 | 2010 | 2015 | 2016 | - |
| ---- | ---- | ---- | ---- | ---- | ---- | ---- | ---- | - |
| 458  | 542  | 537  | 535  | 529  | 591  | 661  | 658  | - |

### Manifestations culturelles et festivités
Depuis 2014 Jarnioux accueille le Festival À l'Ombre des mots le second week-end de septembre. Devenu biannuel en 2017 le festival accueille des auteurs et artistes et transforme le village redécoré par ses habitants.

### Sports
Le Sentier de grande randonnée de pays Tour du Beaujolais des Pierres dorées traverse le territoire de l'ancienne commune.

## Héraldique
| Armes de Jarnioux | Les armes de la commune de Jarnioux se blasonnent ainsi : Losangé d'or et de gueules à une colonne d'or accompagnée à dextre d'un buste d'Auguste Guinon, à senestre d'une plume en bande brochant sur un livre ouvert, et en chef d'un sarment de vigne et d'une branche de chêne passée en sautoir, le tout au naturel. Adopté en novembre 2011 |

## Culture locale et patrimoine

### Lieux et monuments
Jarnioux comporte plusieurs monuments :
- le château de Jarnioux, fondé à la fin du XIIIe siècle ou au début du XIVe siècle, profondément remanié du XVe au XVIe, qui surplombe le village ;
- l'église Saint-Etienne, édifice dont le clocher culmine à 56 mètres et dont la construction à flanc de colline a débuté en 1888 (il fut consacré l'année suivante, le 16 septembre 1889, par le cardinal Foulon, primat des Gaules) ;
- la chapelle Sainte Catherine, qui témoigne de l'assassinat en 1335 à Jarnioux de Jehan de Gléteins, damoiseau (fils de Symon de Gléteins, coseigneur de Jarnioux), crime pour lequel quatre jeunes nobles du village furent condamnés à construire une chapelle ;
- le viaduc de l'ancien chemin de fer du Beaujolais (Tacot) ;
- le manoir de la Garde (privé, location de salles pour évènements).

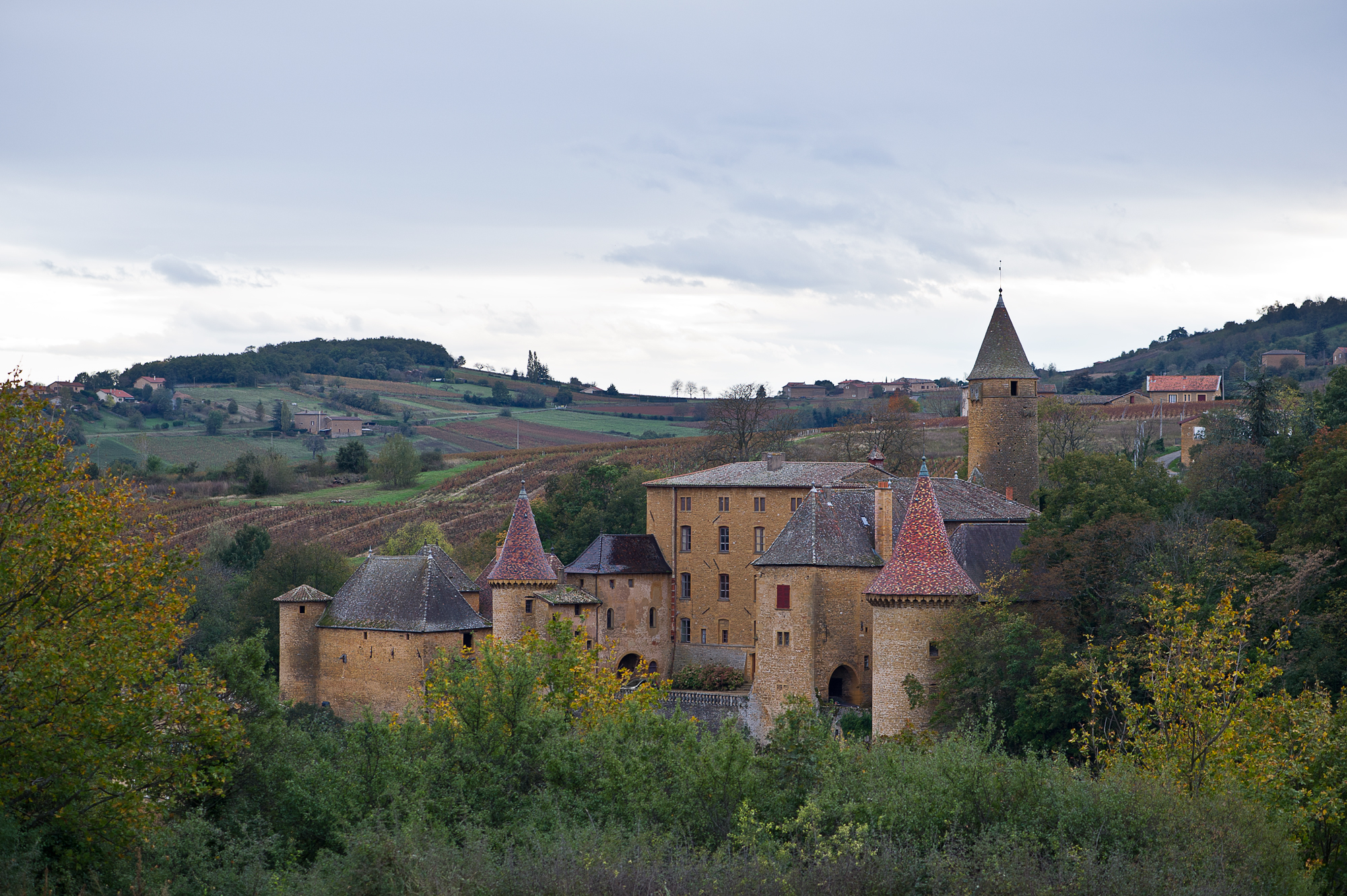
Château de Jarnioux.
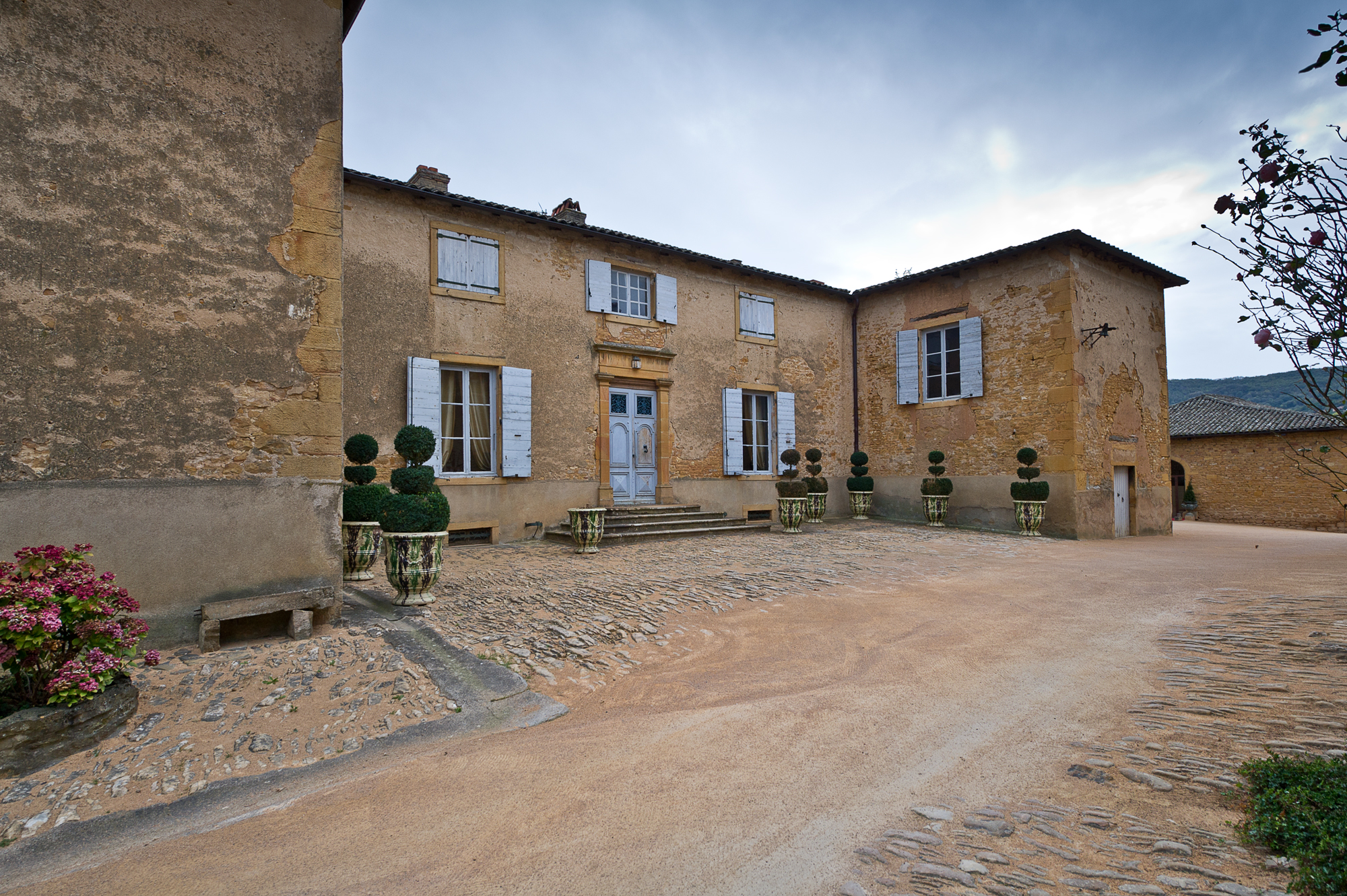
Façade intérieure du Manoir de La Garde.
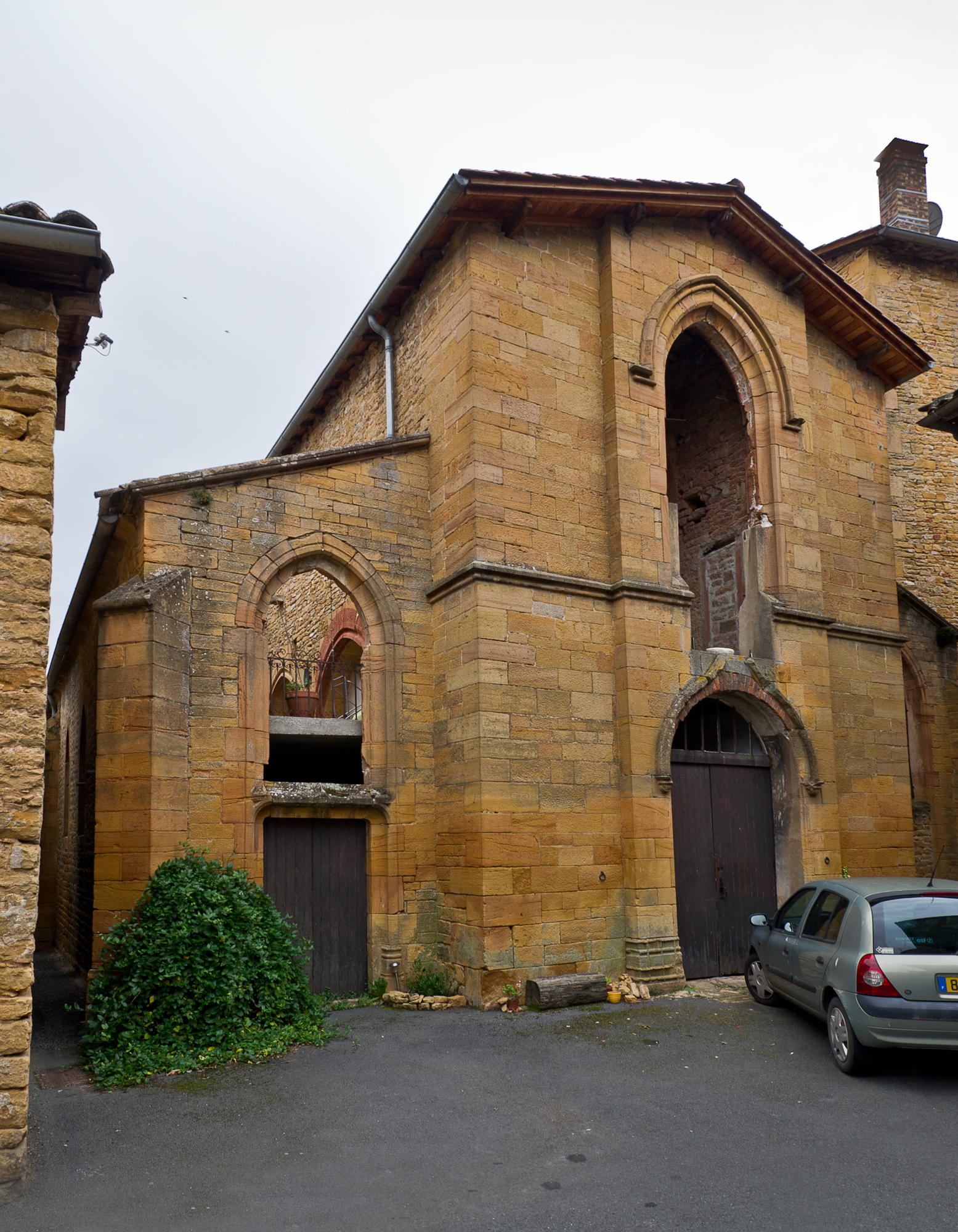
Façade de la chapelle Sainte Catherine.
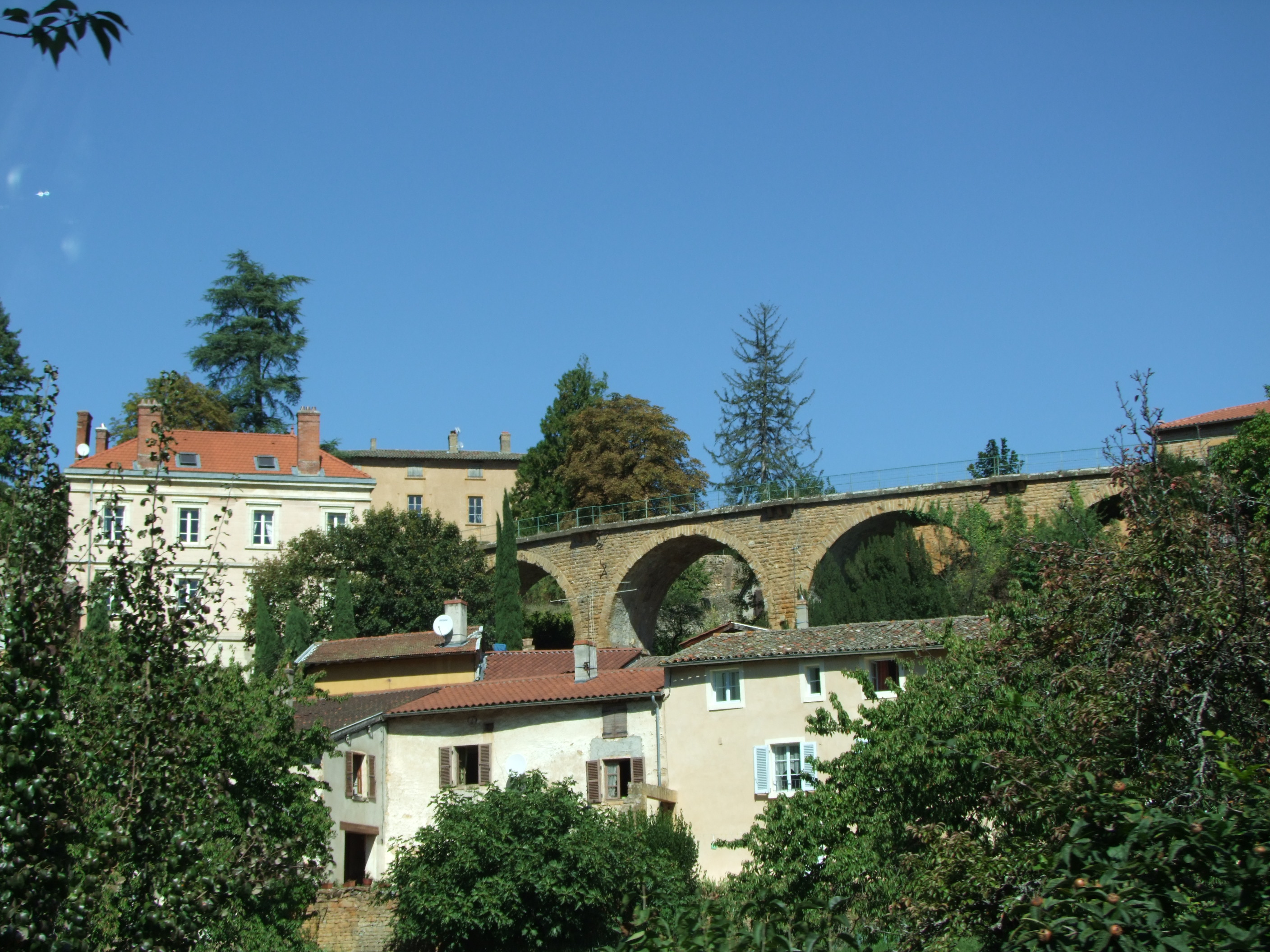
Ancien viaduc du chemin de fer du Beaujolais.

### Personnalités liées à la commune
- Serge Prisset, chanteur connu pour la chanson Colombe ivre, sortie en 1970, y vit.
- Auguste Guinon, premier maire de Jarnioux, bienfaiteur de sa commune, dont le souvenir est conservé à Jarnioux par un monument avec buste visible sur la place faisant face à l'église[8].